# Jajangmyeon
Jajangmyeon (hangul: 자장면) ou jjajangmyeon (hangul: 짜장면) é um prato de macarrão sino-coreano coberto com um molho espesso feito de chunjang, carne de porco em cubos e vegetais. Se originou em Incheon, na Coreia, onde trabalhadores migrantes chineses trouxeram zha jiang mian de Shandong no final do século XIX. Modificações na Coreia, como molho mais escuro e doce, diferenciam a versão coreana do prato chinês. As variantes do prato utilizam frutos do mar ou outras carnes.

## Nome
Jajang (자장; alternativamente escrito jjajang 짜장) é copiado da palavra chinesa zhájiàng (炸醬), que significa "molho frito". Myeon (면) significa "macarrão". Os caracteres chineses são pronunciados jak (hangul: 작; hanja: 炸) e Jang (hangul: 장; hanja: 醬) em coreano, mas o prato de macarrão é chamado jajangmyeon, e não *jakjangmyeon, porque sua origem não é a palavra sino-coreana, mas sim uma transliteração da pronúncia chinesa. Como a pronúncia chinesa de zhá soava como jja (em vez de ja ) para os ouvidos coreanos, o prato é conhecido na Coreia do Sul como jjajangmyeon, e a grande maioria dos restaurantes sino-coreanos usa esta grafia.
Por muitos anos, até 22 de agosto de 2011, o Instituto Nacional da Língua Coreana não reconheceu a palavra jjajangmyeon como uma transliteração idiomática aceita. A razão pela qual jjajangmyeon não se tornou a grafia padrão foi devido às regras de transliteração para palavras estrangeiras anunciadas em 1986 pelo Ministério da Educação, que afirmavam que as obstruintes estrangeiras não deveriam ser transliteradas usando consoantes duplas exceto para alguns usos estabelecidos. A falta de reconhecimento enfrentou duras críticas dos defensores da grafia jjajangmyeon, como Ahn Do-hyeon, poeta vencedor do Prêmio Sowol de Poesia. Mais tarde, jjajangmyeon foi aceito como grafia padrão alternativa ao lado de jajangmyeon no Conselho Nacional de Deliberação da Língua e, em 31 de agosto, incluído como grafia padrão no Dicionário Padrão da Língua Coreana.

## Preparação e serviço

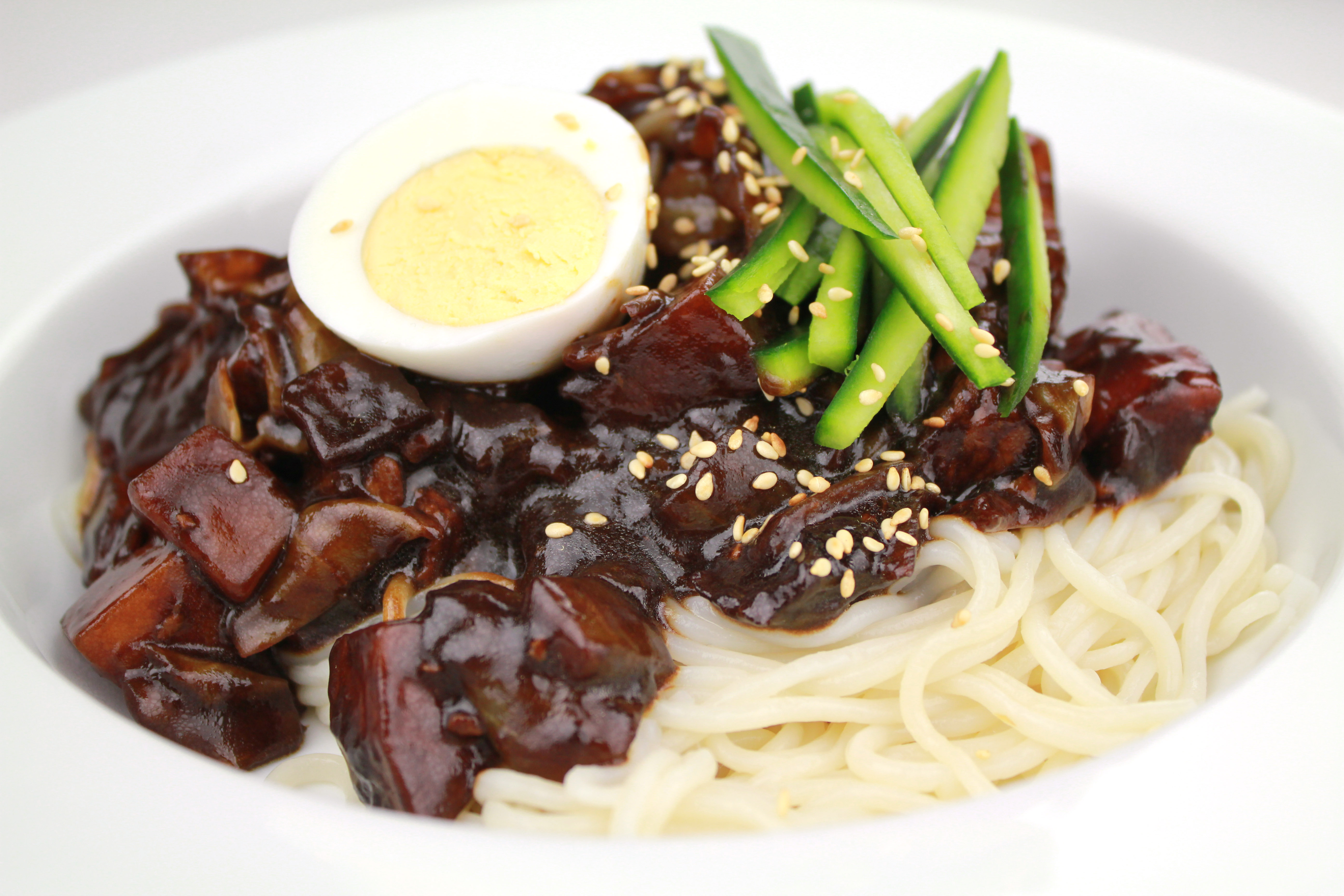
Jajangmyeon coberto com ovo cozido, pepino cortado em julienne sementes de gergelim torradas

Jajangmyeon usa macarrão grosso, feito à mão ou puxado à máquina, feito de farinha de trigo, sal, bicarbonato de sódio e água. O molho, jajang, é feito com chunjang frito com outros ingredientes, como molho de soja (ou molho de ostra), carne (geralmente porco, mas às vezes carne bovina), frutos do mar (geralmente lula ou camarão), aromas (cebolinha, gengibre, e alho), vegetais (geralmente cebola, abobrinha ou abobrinha coreana ou repolho), caldo e pasta de amido.
Quando servido, o jajangmyeon pode ser coberto com pepino em julienne, cebolinha, guarnição de ovo, ovo cozido ou frito, camarão escaldado ou fatias de broto de bambu salteadas. O prato geralmente é servido com danmuji (rabanete amarelo em conserva), cebola crua fatiada e molho chunjang para mergulhar as cebolas.